# Lancer du marteau féminin aux championnats du monde d'athlétisme 1999
Navigation
Edmonton 2001
L'épreuve du lancer du marteau féminin des championnats du monde d'athlétisme 1999 s'est déroulée le 24 août 1999 au Stade olympique de Séville, en Espagne. Elle est remportée par la Roumaine Mihaela Melinte.
Le lancer du marteau féminin est disputé pour la première fois dans le cadre des championnats du monde d'athlétisme. 21 athlètes sont engagées directement en finale.

## Résultats
| Rang               | Athlète               | Pays              | Essais | Essais | Essais | Essais | Essais | Essais | Marque  |
| Rang               | Athlète               | Pays              | 1      | 2      | 3      | 4      | 5      | 6      | Marque  |
| ------------------ | --------------------- | ----------------- | ------ | ------ | ------ | ------ | ------ | ------ | ------- |
| Médaille d'or      | Mihaela Melinte       | Roumanie          | 71.57  | 73.23  | 74.21  | 70.58  | X      | 75.20  | 75.20 m |
| Médaille d'argent  | Olga Kuzenkova        | Russie            | X      | 68.18  | 71.79  | 69.23  | X      | 72.56  | 72.56 m |
| Médaille de bronze | Lisa Misipeka         | Samoa américaines | 65.02  | 65.02  | X      | 64.44  | 66.06  | 65.85  | 66.06 m |
| 4                  | Katalin Divós         | Hongrie           | 64.63  | X      | 65.86  | X      | X      | X      | 65.86 m |
| 5                  | Deborah Sosimenko     | Australie         | 65.52  | X      | 61.56  | 62.92  | 63.79  | 63.85  | 65.52 m |
| 6                  | Lyudmila Gubkina      | Biélorussie       | 64.12  | X      | 62.99  | 65.33  | 65.44  | 65.44  | 65.44 m |
| 7                  | Simone Mathes         | Allemagne         | 64.93  | X      | 63.08  | 64.66  | 63.08  | 62.36  | 64.93 m |
| 8                  | Kirsten Münchow       | Allemagne         | X      | X      | 64.03  | 59.91  | 63.58  | 63.05  | 64.03 m |
| 9                  | Svetlana Sudak        | Biélorussie       | 62.81  | 62.88  | 63.99  |        |        |        | 63.99 m |
| 10                 | Dawn Ellerbe          | États-Unis        | X      | 59.73  | 63.55  |        |        |        | 63.55 m |
| 11                 | Tatyana Konstantinova | Russie            | 59.39  | 62.52  | 62.16  |        |        |        | 62.52 m |
| 12                 | Manuela Montebrun     | France            | 62.44  | X      | X      |        |        |        | 62.44 m |
| 13                 | Cécile Lignot-Maubert | France            | X      | X      | 62.14  |        |        |        | 62.14 m |
| 14                 | Lorraine Shaw         | Royaume-Uni       | 62.09  | 61.54  | X      |        |        |        | 62.09 m |
| 15                 | Manuela Priemer       | Allemagne         | 61.99  | 60.44  | 59.16  |        |        |        | 61.99 m |
| 16                 | Florence Ezeh         | France            | 57.58  | 58.82  | 60.74  |        |        |        | 60.74 m |
| 17                 | Amy Palmer            | États-Unis        | 59.24  | 58.76  | 59.80  |        |        |        | 59.80 m |
| 18                 | Yipsi Moreno          | Cuba              | X      | X      | 58.68  |        |        |        | 58.68 m |
| 19                 | Dolores Pedrares      | Espagne           | X      | 57.66  | 54.84  |        |        |        | 57.66 m |
| 20                 | Anelia Yordanova      | Bulgarie          | X      | 53.20  | X      |        |        |        | 53.20 m |
| 21                 | Kamila Skolimowska    | Pologne           | 50.38  | X      | X      |        |        |        | 50.38 m |

## Légende
Records et Performances
- AR : Record continental (area record)
- CR : Record des championnats (championship record)
- MR : Record du meeting (meet record)
- NR : Record national (national record)
- OR : Record olympique (olympic record)
- PR : Record paralympique (paralympic record)
- PB : Record personnel (personal best)
- SB : Meilleure performance personnelle de la saison (season's best)
- WL : Meilleure performance mondiale de l'année (world leader)
- WJR : Record du monde junior (world junior record)
- WR : Record du monde (world record)

Circonstances et Conditions
- DNF : N'a pas terminé (did not finish)
- DNS : N'a pas pris le départ (did not start)
- DQ : Disqualification (disqualification)
- NM : Aucun essai valable enregistré (No Mark)
- Q : Qualifié « directement » au prochain tour (ou à la prochaine compétition), lors d'une compétition majeure, grâce au classement ou à la réalisation des minima (automatic qualifier)
- q : Qualifié au prochain tour (ou à la prochaine compétition), lors d'une compétition majeure, grâce au repêchage ou à la réalisation de l'une des meilleures performances parmi celles des « non qualifiés directement » (grâce au meilleur temps ou à la meilleure distance par exemple) (secondary qualifier)